# مونسومانو تيرمي
مونسومانو تيرمي، (بالإنجليزية: Monsummano Terme)‏، هي (بلدية) في مقاطعة بستويا، توسكانا، وسط إيطاليا. وهي تقع في فالدينيفول، وتعرف بوجود المنتجعات الصحية.

## السكان
في سنة 1861 بلغ عدد السكان 5٬867 نسمة، وتطور العدد ليصل في سنة 2011 لـ 20٬767 نسمة.
يظهر هذا المخطط البياني تطور النمو السكاني لـ مونسومانو تيرمي

## توأمة
لمونسومانو تيرمي اتفاقيات توأمة مع:
- ديسين-شاربيو

## أعلام
- إيف مونتان
- إميليو موري